# أميرة البجع
أميرة البجع (بالإنجليزية: The Swan Princess)‏ هو فيلم رسوم متحركة خيالي رومانسي أمريكي. تم إنتاجه سنة 1994، قصة الفيلم مستندة على موسيقى بحيرة البجع للموسيقار الروسي بيوتر إليتش تشيكوفسكاي،الفيلم من إخراج ريتشارد ريتش وشارك في بطولته كل من ميشيل نيكاسترو وهوارد مكجيلين وجون كليز وساندي دونكان ستيفن رايت وستيف فينوفيتش. رشحت أغنية الفيلم Far Longer than Forever للمغنية ريجينا بيل وجيفري أوسبورن لنيل جائزة غولدن غلوب كأفضل أغنية.

## القصة
في إطار تشويقي مثير، تدور أحداث الفيلم حول ساحر يحول الأميرة إلى بجعة، وعلى الأمير والعائلة المالكة أن يقوموا بالبحث عنها بطريقة معينة، إذ عليهم أن يقوموا بالتواصل مع الحيوانات وفهم لغتها وإشاراتها من أجل أن ترشدهم إلى مكان الأميرة البجعة، حتى يقوموا باستعادتها.

## البطولة
- ميشيل نيكاسترو بصوت الأميرة أوديت البالغة
- ليز كالواي بصوت الأميرة أوديت في الغناء
- أدريان زهيري بصوت الأميرة أوديت الصغيرة
- هوارد مكجيلين بصوت الأمير ديريك البالغ
- أدم ويلي بصوت الأمير ديريك الصغير
- جاك بالانس بصوت اللورد روثبارت
- ليكس دي أزيفيدو بصوت اللورد روثبارت في الغناء
- ساندي دونكان بصوت الأميرة أوبيرتا
- جيمس أرينغتون بصوت شمبرلاين
- ديفس غاينس بصوت شمبرلاين في الغناء
- جون كليز بصوت جان بوب
- ديفيد زيبل جان بوب في الغناء
- ستيفن رايت بصوت سبيد
- جوناثان هاداري بصوت سبيد في الغناء
- ستيف فينوفيتش بصوت بفن
- داكن ماثيوز بصوت الملك وليام
- مارك هارلك بصوت اللورد روجرس
- جويل ميلر بصوت بروملي
- براين نيسن بصوت الراوي

## دبلجة باللغة العربية الفصحى
- نجاح سفكوني بصوت روثبارت
- مروان فرحات - ديريك، جان بوب
- أمل عمران - أوديت
- آمال سعد الدين - يوبيرتا
- مفيد أبوحمدة - وليم
- محمد خير عليوي - روجرز
- يحيى الكفري - بوفن
- قاسم ملحو - سبيد
- عادل أبو حسون - تشامبرلن
- رأفت بازو - بروملي
- حاتم علي - الراوي

## التقييم
لم يحصل الفيلم على أرباح عالية وألتي كان من المتوقع الحصول عليها. في التقييم حصل الفيلم على 55% في موقع الطماطم الفاسدة، ولم يعجب النقاد تغييرات القصة الأصلية لبحيرة البجع في الفيلم، كما تم انتقاد أداء الممثلين وخصوصاً بطلي الفيلم وذاكرين أن أدائهم كان ممل، كما تم انتقاد غناء الفيلم وذكروا بأنه لم يكن له أي علاقة بقصة الفيلم.

## وصلات خارجية
- الأميرة البجعة على موقع IMDb (الإنجليزية)
- الأميرة البجعة على موقع روتن توميتوز (الإنجليزية)
- الأميرة البجعة على موقع نتفليكس (الإنجليزية)
- الأميرة البجعة على موقع ألو سيني (الفرنسية)
- الأميرة البجعة على موقع أول موفي (الإنجليزية)
- الأميرة البجعة على موقع بوكس أوفيس موجو (الإنجليزية)
- الأميرة البجعة على موقع فيلمافينيتي (الإسبانية)
- الأميرة البجعة على موقع قاعدة بيانات الأفلام السويدية (السويدية)
- الأميرة البجعة على موقع قاعدة بيانات الفيلم (الإنجليزية)
- الأميرة البجعة على موقع ليتربوكسد (الإنجليزية)

- أميرة البجع على قاعدة بيانات الأفلام على الإنترنت